# Ferdinand Feldhütter

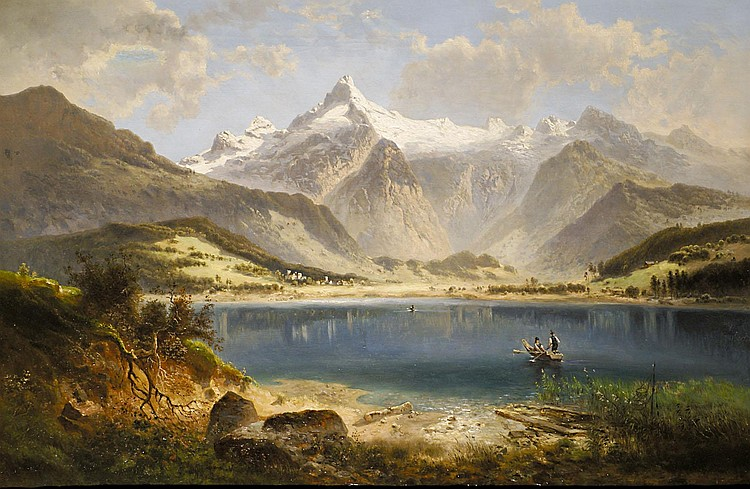
Zellersee mit Kitzsteinhorn

Ferdinand Feldhütter (* 7. April 1842 in München; † 8. Dezember 1898 ebenda) war ein deutscher Landschaftsmaler.
Zunächst als Volkssänger tätig, wurde Feldhütter zum Dekorations- und Rouleaumaler ausgebildet. Er besuchte häufig die Münchner Museen und begann als Autodidakt Gebirgslandschaften zu malen. Danach wurde er Privatschüler des Landschaftsmalers Julius Lange; eine akademische Ausbildung hatte er nicht. Überwiegend malte er die Gebirgswelt von Bayern, der Schweiz und Oberitalien.
In seinen Werken ist der Einfluss von Carl Spitzwegs Landschaftsmalerei erkennbar. Seine „Partie von Sachran bei Kufstein“ wurde auf der internationalen Ausstellung in Barcelona 1898 mit einer Goldmedaille ausgezeichnet.
Er war Mitglied beim Kunstverein München und nahm an dessen Ausstellungen teil. Seine Werke erschienen auch in der Gartenlaube und im Wochenblatt Über Land und Meer.
Feldhütter trat auch mit humoristischen Vorträgen in Münchner Künstlerkneipen auf.